# Ouled Zouaï
Ouled Zouai est une commune de la wilaya d'Oum El-Bouaghi en Algérie.

## Géographie

### Localités de la commune
La commune de Ouled Zouaï est composée de 12 localités :
- El Ogla
- Chouachi
- El Hassi
- El Mendri
- Sidi El Hadi
- Tarbant
- Essabkha
- Gabel Sambra
- Draa R'Mel
- El Henchir
- El Gountas
- Bhirat Tass Hmama

## Histoire
Promu au rang de commune en 1958 sous le nom Les Lacs
Benzouai Sahraoui dit El Hadj Aamimi  né en 1914 et décédé en 1969, est une des figures marquantes de Ouled Zouai 